# Franz Nause
Franz Nause (* 15. Februar 1903 in Achtum; † 20. März 1943 in Brandenburg an der Havel) war ein deutscher sozialdemokratischer Widerstandskämpfer.

## Leben

### Jugend

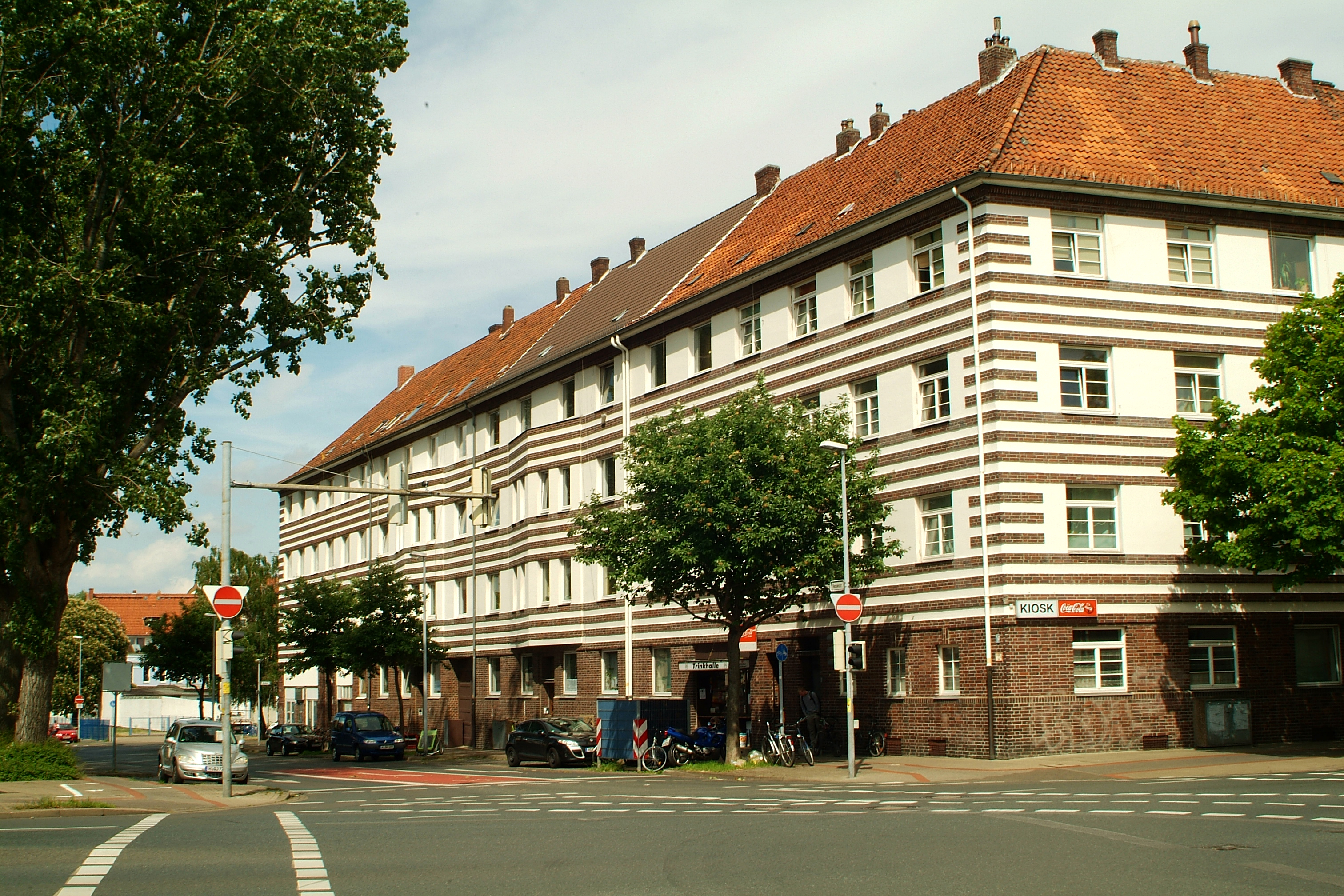
In der Kesselstraße 19 (braune Dachziegel) in Limmer nahe dem Lindener Hafen wohnte Franz Nause zuletzt.

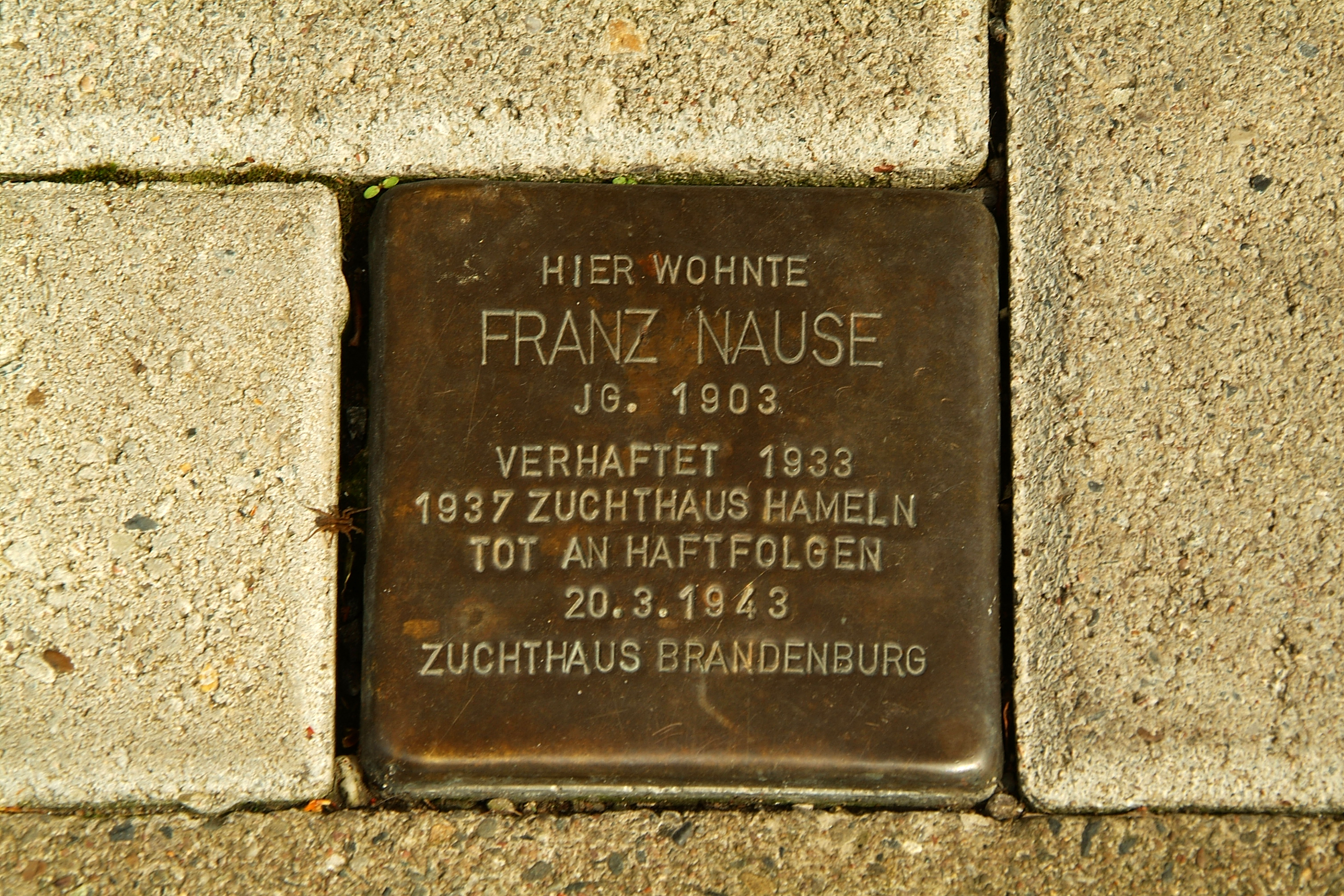
Stolperstein für Franz Nause vor der Kesselstraße 19

Franz Nause besuchte die Volksschule in Lenthe und Linden und absolvierte anschließend eine Schlosserlehre. 1919 trat er in die Sozialistische Arbeiter-Jugend und den Fabrikarbeiterverband ein, 1921 auch in die SPD. Im selben Jahr wurde er ab 1921 (bis 1932) als Arbeiter in den „Hannoverschen Gummiwerken Excelsior“ eingestellt. 1931 trat er dem Reichsbanner Schwarz-Rot-Gold bei. Sein Hauptwirkungsgebiet lag in Limmer, dort war er vor 1933 Bezirkskassierer der SPD. Im gleichen Jahr verlobte er sich mit Auguste Breitzke.

### Sozialistische Front
Franz Nause wurde beim Aufbau der sozialdemokratischen Widerstandsorganisation Sozialistische Front (SF) zum engsten Mitarbeiter und Vertrauten von Werner Blumenberg: Während Blumenberg im Wesentlichen die Sozialistischen Blätter (SB) verfasste, war Nause – gemeinsam mit Willy Wendt – technisch-organisatorischer Leiter der SB, besonders aber hauptverantwortlich für die Herstellung und Verteilung der Blätter. Mitte Juni 1933 wurde Nause erstmals verhaftet, aber nach wenigen Tagen wieder freigelassen. Am 30. Juni 1936 wurde Nause erneut verhaftet. Der Volksgerichtshof verurteilte ihn am 29. September 1936 zu 10 Jahren Zuchthaus. Im Zuchthaus Brandenburg-Görden soll er am 20. März 1943 angeblich an Lungen- und Kehlkopftuberkulose gestorben sein.

## Ehrungen
- Auf dem Stadtfriedhof Ricklingen wurde ein Urnengrab[4] als Ehrengrab für Franz Nause angelegt (Abteilung U43, Nr. 29)[5]
- Die um 1900 als Gartenweg in Limmer angelegte Straße wurde 1950 in Franz-Nause-Straße umbenannt.[6]
- Am 22. März 2010 wurde vor dem Haus Kesselstraße 19 in Hannover ein Stolperstein verlegt.[7]